# Wayne Black
Wayne Hamilton Black, född den 17 november 1973 i Harare, dåvarande Salisbury, är en före detta professionell tennisspelare från Zimbabwe, specialiserad på dubbel.
Black är son till Don och Velia Black, och bror till Cara Black och Byron Black, också professionella tennisspelare. 
Black vann under sin karriär 18 dubbeltitlar, inklusive US Open 2001 och Australian Open 2005, båda med landsmannen och dubbelpartnern Kevin Ullyett, och två mixed dubbel-titlar med sin syster Cara, Franska Öppna 2002 och Wimbledon 2004. 
Black avslutade sin karriär i slutet av 2005.

## Grand Slam-titlar dubbel (4)

### Herrdubbel (2)
| År   | Turnering         | Partner       | Finalmotståndare            | Finalpoäng       |
| 2001 | US Open           | Kevin Ullyett | Donald Johnson Jared Palmer | 7–6(9), 2–6, 6–3 |
| 2005 | Australiska öppna | Kevin Ullyett | Bob Bryan Mike Bryan        | 6–4, 6–4         |

### Mixed dubbel (2)
| År   | Turnering         | Partner    | Finalmotståndare             | Finalpoäng       |
| 2002 | Australiska öppna | Cara Black | Elena Bovina Mark Knowles    | 6–3, 6–3         |
| 2004 | Wimbledon         | Cara Black | Alicia Molik Todd Woodbridge | 3–6, 7–6(8), 6–4 |